# Taiguara (álbum de 1968)
Taiguara, também conhecido como O Vencedor de Festivais é o título do quarto álbum de estúdio do cantor, compositor e instrumentista brasileiro Taiguara, lançado no formato LP em 1968 no Brasil. Este álbum é um dos poucos álbuns de Taiguara em que a maioria das canções seriam gravações de outros compositores (com exceção da faixa "Rei Forte", composta em conjunto com Novelli). As faixas, composições de Chico Buarque, Alberto Land, Arthur Verocai, entre outros, foram apresentadas nos festivais de música popular brasileira dos anos anteriores, como o "IV Festival de Música Popular Brasileira", "Festival O Brasil Canta no Rio" e o "I Festival Universitário do Rio de Janeiro", algumas das quais premiadas.

## Faixas
| Lado A |                |                                |         |  |
| N.º    | Título         | Compositor(es)                 | Duração |  |
| 1.     | "Benvinda"     | Chico Buarque                  | 2:48    |  |
| 2.     | "Visão"        | Antonio Adolfo, Tiberio Gaspar | 2:55    |  |
| 3.     | "Até Pensei"   | Chico Buarque                  | 2:41    |  |
| 4.     | "Madrasta"     | Beto Roshell, Renato Teixeira  | 2:47    |  |
| 5.     | "Um Novo Rumo" | Arthur Verocai, Geraldo Flach  | 3:22    |  |
| 6.     | "Modinha"      | Sergio Bittencourt             | 3:00    |  |

| Lado B |                          |                                          |         |  |
| N.º    | Título                   | Compositor(es)                           | Duração |  |
| 7.     | "Moça do Sobrado"        | Antonio Adolfo, Tiberio Gaspar           | 2:35    |  |
| 8.     | "A Grande Ausente"       | Francis Hime, Paulo César Pinheiro       | 4:06    |  |
| 9.     | "Rei Forte"              | Novelli, Taiguara                        | 2:35    |  |
| 10.    | "O Viandante"            | Novelli, Paulo Sérgio Valle, Wagner Tiso | 2:57    |  |
| 11.    | "Helena, Helena, Helena" | Alberto Land                             | 5:26    |  |

## Ficha Técnica

### Músicos
- Taiguara - voz, violão e piano
- Lindolfo Gaya - arranjos de orquestra

### Produção de Estúdio
- Lyrio Panicali - direção musical
- Z. J. Merky - direção técnica
- Zilmar de Araújo - técnico de gravação

## Ligações Externas
- O Vencedor de Festivais no sítio Discogs.
- O Vencedor de Festivais no sítio Immub.